# Дмитриев, Владимир Владимирович (электротехник)
Владимир Владимирович Дмитриев (1873—1946) — русский советский электротехник, доктор технических наук, заслуженный деятель науки и техники РСФСР, профессор.

## Биография
Родился в Вильно 8 ноября 1873 года[по какому календарю?].
В 1891 году окончил Александровский кадетский корпус и был назначен в Ревельскую почтово-телеграфную контору. Продолжая обучение, в 1898 году окончил Петербургский электротехнический институт (ЭТИ) — защитив проект «Гидроцентраль в городе Стрельне и электрический трамвай Петербург-Петергоф», получил звание инженера-электрика. Вынужденный отработать полученную стипендию, был назначен в управление Санкт-Петербургского почтово-телеграфного округа, где состоя в техническом отделении, вскоре был назначен на должность столоначальника строительного отдела. Одновременно, он получил от «Русского общества эксплуатации электрической энергии» место заведующего строительством 500-сильной электростанции возле Казанского собора.
Был также инженером «Русского электрического общества „Унион“», которое летом 1899 года направило его в командировку в Германию для изучения применения электричества в горном деле — вернувшись из командировки, составил проект оборудования медного рудника Богословского горного округа электрическими механизма с сооружением паровой электрической станции мощностью 320 л.с.; участвовал в постройке станции, оконченной осенью 1900 года. Сразу после этого, петербургское акционерное общество «Арматура» пригласило его для оборудования электрической станции на 200 л.с. с оборудованием завода электродвигателями; после окончания работ весной 1901 года, оставался заведующим механической частью и консультантом по электрической части. Одновременно, он получил заказ от Александровского сталелитейного завода.
В течение зимы 1899—1900 годов читал лекции прикладной электротехники для окончивших курс ремесленного училища цесаревича Николая. Осенью 1901 года стал штатным преподавателем прикладной электротехники (курс электрических станций) в ЭТИ (преподавать здесь начал в 1899 году); с 1903 года читал курс электрической передачи и распределения механической энергии (электрификация фабрик и заводов), а также руководил дипломным проектированием. Осенью 1902 года составил проект и смету оборудования электростанции в 450 л.с. для освещения новых зданий ЭТИ на Аптекарском острове; станция была построена к весне 1905 года.
В 1903—1904 годах участвовал в создании проекта и строительстве электростанции в Вологде, в 1904—1905 годах работал над оборудование электрической станции Императорского Ботанического сада. В 1908—1913 гг. занимался вопросами одновременного использования тепла и электроэнергии; стал основоположником школы энергоэкономических расчетов при проектировании электростанций и централизованного получения тепла (теплофикации); под его непосредственным контролем в 1913 году была построена первая в России ТЭЦ для больницы им. Мечникова.
В 1909 году получил звание адъюнкт-профессора ЭТИ, в 1910 — звание экстраординарного профессора электротехники первой в России кафедры «Электрические станции», в 1912 — звание ординарного профессора. В 1915 году передал курс «Распределение электрической и механической энергии» своему ученику С. А. Ринкевичу.
В. В. Дмитриев также проектировал и строил электростанции в Николаеве, Мариуполе, Херсоне; он был автором проекта 3-й ГЭС в Ленинграде. Был активным участником разработки плана ГОЭЛРО. По его проекту была построена первая в России теплоэлектроцентраль (1925). Для питания городских ТЭЦ он разработал в 1927 году проект газификации торфа.
Принимал деятельное участие в развитии электротехнического факультета ЛЭТИ, занимал должность декана и проректора по учебной части, руководил кафедрой энергетики (электрических станций), вплоть до создания Института коммунального хозяйства, участвовал в создании Высших курсов Коммунального хозяйства.
В. В. Дмитриев — автор около 60 опубликованных научных трудов. В 1907 году написал руководство по техническому контролю электрических станций, а в 1909 году составил и издал первый в России курс Центральные электрические станции», выдержавший восемь изданий. В 1933 году был издан его труд «Основные вопросы теплофикации городов».
Принимал деятельное участие в научно-общественной жизни: был членом правления Общества инженеров-электриков, занимал должность председателя секции Центрального энергетического совета, являлся членом постоянного комитета Всероссийских (а затем Всесоюзных) электротехнических съездов.
В 1934 году получил звание заслуженный деятель науки и техники РСФСР; в 1935 году стал доктором технических наук.
Умер 29 сентября 1946 года в Ленинграде.